# Brežane
Brežane (en serbe cyrillique : Брежане) est un village de Serbie situé sur le territoire de la ville de Požarevac, district de Braničevo. Au recensement de 2011, il comptait 845 habitants.

## Démographie

### Évolution historique de la population
| 1948  | 1953  | 1961  | 1971  | 1981  | 1991  | 2002  | 2011 |
| ----- | ----- | ----- | ----- | ----- | ----- | ----- | ---- |
| 1 649 | 1 704 | 1 643 | 1 370 | 1 362 | 1 216 | 1 017 | 845  |

|  |